# Szninkiel
Szninkiel (fr. Le Grand Pouvoir du Chninkel, dosłownie: Wielka Potęga Szninkla) – powieść graficzna z gatunku fantasy, której autorami są Jean Van Hamme (scenariusz) i Grzegorz Rosiński (grafika).

## Wydania
Po raz pierwszy Szninkiel ukazał się we francuskojęzycznym oryginale w 10 odcinkach w czasopiśmie „À Suivre” w latach 1986–1987. 
Podczas prac nad publikacją albumowej wersji „Szninkla”, pierwotna wersja okładki zaginęła po wysłaniu jej do reprodukcji. Druga okładka była pokłosiem frustracji Rosińskiego, który zrezygnował z pierwotnej, niebiańskiej tonacji na rzecz gniewnej czerwieni. Pierwotna ilustracja została odnaleziona po latach. Można ją zobaczyć na okładce francuskiego wydania z 2015 roku. Publikacja komiksu w ówczesnym PRL-u także napotkała na przeszkody. Pierwszy, wielotysięczny nakład, nie nadawał się do dystrybucji z powodu słabej jakości druku. W tym czasie papier był towarem reglamentowanym, jednak ostatecznie komiks udało się opublikować. Wersje albumowe wydano w 1988 roku: francuską dzięki wydawnictwu Casterman, a po polsku w tym samym roku wydała ją oficyna wydawnicza Orbita. Na przełomie 2001 i 2002 liczący ponad 130 stron czarno-biały komiks został wznowiony w kolorowej wersji podzielonej na trzy tomy. W Polsce wydał go w tej edycji Egmont Polska równocześnie z wydaniem francuskim. W wydaniu kolorowym za barwy odpowiadała kolorystka Graza (pseudonim Grażyny Fołtyn-Kasprzak). W 2010 polskie wydanie zostało wznowione przez Egmont Polska w czarno-białej wersji w ramach ekskluzywnej reedycji komiksów autorstwa Grzegorza Rosińskiego.
Szninkiel był pierwszą wydaną w Polsce powieścią graficzną.

## Treść
Szninkiel to opowieść o planecie Daar okrążającej podwójne słońce, na której bezustannie toczy się wojna między trzema nieśmiertelnymi: Jargotem Pachnącym, Zembrią Cyklopką i Barr-Findem Czarną Ręką. Głównym bohaterem jest J’on, szninkiel (przedstawiciel niskorosłej rasy przypominającej nieco hobbitów), niewolnik Barr-Finda. J’on przeżywa jedną z cyklicznych bitew nieśmiertelnych, ale zostaje zapomniany na polu walki, dzięki czemu odzyskuje wolność. Niespodziewanie, J’onowi ukazuje się w przestworzach czarny monolit, będący najwyższym bogiem O’nem. Zgodnie z legendą, szninkiel wybrany przez O’na przywróci pokój na Daarze. J’on zostaje wbrew własnej woli uznany za wybrańca i wyzwoliciela uciemiężonych szninkli. Przyjdzie mu za to zapłacić najwyższą cenę: śmierć poprzez publiczną egzekucję (przykucie do monolitu).

## Odwołania i interpretacja
W Szninklu odnaleźć można wiele odwołań do tekstów literackich (m.in. Hobbit J.R.R. Tolkiena) i filmów (monolit wyglądający podobnie jak monolit znany z filmu 2001: Odyseja kosmiczna Stanleya Kubricka). Prawdopodobnie najsilniej uwidaczniają się jednak wątki chrześcijańskie: m.in. Szninkiel-wybraniec jako metafora Chrystusa, podążający za Szninklem uczniowie (przypominający apostołów), uczeń który w trakcie wędrówki wypiera się Szninkla, osąd Szninkla przez wielebnych z jego własnego ludu, śmierć poprzez przykucie do monolitu (ukrzyżowanie), starotestamentowy topos boga „zazdrosnego i mściwego”. Sam Van Hamme wypowiedział się o obecnym w swoim dziele rysie teologicznym następująco:
„Wiedzieliśmy tylko, że Szninkiel miał być odrębną całością, rozgrywającą się w świecie zbliżonym do Tolkienowskiego. Mam na ten temat własną teorię: Bóg stworzył mnóstwo światów i każdy z nich w ten sam sposób sobie podporządkował. Prymitywne ludy wielbią Boga, ale on sprawia, by wyznawcy się od niego odwrócili. Następnie ich karze, zsyłając potop i inne katastrofy (...). Pozwala zamartwiać się kilku pokoleniom i podpowiada, że do odkupienia grzechów potrzebny jest Zbawiciel. Wraz z nadejściem Zbawiciela odradza się wiara w Boga, ale i strach przed następną karą, który obecny był w prymitywnej wierze. Oto pokrótce mój pomysł marketingu teologicznego”.
Pomimo tego, że idea przewodnia komiksu może być odczytywana jako antyreligijna, Ksenia Chamerska w przedmowie do wydania z 2001 podkreśliła, że jest to tylko jedna z możliwych płaszczyzn interpretacji Szninkla. Ze względu na okrucieństwo i erotykę w treści, komiks Szninkiel jest przeznaczony tylko dla dorosłych czytelników.
W 1989 roku komiks zrecenzował Marek Oramus dla Nowej Fantastyki. Zaznaczając, że nie jest fanem komiksów, pozytywnie opisał tę pozycję jako "znaczące osiągnięcie tego gatunku". Oramus pochwalił komiks jako "świetnie narysowany" i z wartościowym scenariuszem, który przedstawia nietypowe rozwiązania akcji, a także zawiera "ważkie spotrzeżenia na temat natury ludzkiej" czy "odwiecznych zmagań dobra ze złem". Za najcenniejsze Oramus uważa przesłanie, że "każdy z nas jest wybrańcem", z większą lub mniejsza mocą, mogącą zmienić świat. Oramus krytykuję zakończenie za "nieznośne naiwności i uproszczenia" (specyficznie, krytykując istnienie dwóch słońc w kontekście sugerującym, że świat jest prehistoryczną Ziemią; i że po wybuchu jednego z nich, życie przetrwało na Ziemi), a także niepotrzebne czy niewyjaśnione a ostentacyjne nawiązania do mitologii chrześcijańskiej, Odysei Kubricka czy twórczości Tolkiena.